# Сесілі Стронг
Сесілі Леглер Стронг (англ. Cecily Legler Strong; нар. 8 лютого 1984, Спрингфілд, Іллінойс, США) — американська акторка, комік, продюсер і співачка. Стронг найбільш відома тим, що з 2012 по 2022 рік була учасницею комедійного скетч-серіалу NBC «Суботнього вечора у прямому ефірі». Вона також є учасницею акторського складу з найдовшим стажем в історії шоу. Стронг була найнята для SNL під час роботи з імпровізацією у The Second City у Чикаго, куди вона переїхала після закінчення CalArts. Зараз вона грає головну роль у комедійному музичному серіалі Apple TV+ Schmigadoon! (2021 — до тепер), в якому вона також є співпродюсером.
Інші її ролі включають озвучення в The Awesomes (2013—2015), ролі другого плану в таких фільмах, як «Мисливці за привидами», «Медлер» і «Жіночий мозок». У 2015 році вона була ведучою вечері кореспондентів Білого дому. Її перша книга, мемуари «Це все скоро закінчиться», була опублікована у 2021 році.
За роботу в Saturday Night Live вона була номінована на найкращу жіночу роль другого плану в комедійному серіалі на 72-й і 73-й преміях Emmy Awards.

## Раннє життя
Стронг народилася в Спрингфілді, штат Іллінойс, і виросла в Оук-Парку, передмісті внутрішнього кільця Чикаго. Вона є дочкою Пенелопи та Вільяма «Білла» Стронга, який працював керівником бюро Associated Press і станом на 2013 рік керував власною фірмою зі зв'язків з громадськістю. Пенні Леглер Стронг — практикуюча медсестра, яка багато працювала в районних лікарнях. Батьки Стронга розлучені. Стронг у дитинстві обожнювала SNL, відтворюючи скетчі зі своєю подругою та переглядаючи стару рекламу SNL на VHS. «У мене була стрічка найкращих рекламних роликів, і я зношував її щодня». Вона заявила, що її надихнув Філ Хартман.
У 2021 році в інтерв'ю з Террі Гроссом у програмі Національного громадського радіо «Свіже повітря» Стронг сказала, що, оскільки її дядько є бродвейським продюсером, у дитинстві вона часто могла відвідувати бродвейські шоу, а іноді проходити на бекстейдж, щоб зустрітися з їх акторами.
Вона відвідувала середню школу Оук-Парк і Рівер-Форест до другого курсу, коли її виключили за те, що вона приносила до школи марихуану. Потім вона відвідувала приватну католицьку школу, аж поки не перевелася на останній рік до Чиказької академії мистецтв, яку закінчила у 2002 році. Потім вона вивчала акторську майстерність в Каліфорнійському інституті мистецтв (CalArts), який закінчила у 2006 році, здобувши ступінь бакалавра театру. Після закінчення школи Стронг повернулася до Чикаго, де навчалася у Другій міській консерваторії та iO Chicago.

## Кар'єра
Стронг регулярно виступала у The Second City та iO Chicago. Стронг виступала на круїзному лайнері разом з іншими учасниками Second City протягом чотирьох місяців. Вона виступала на фестивалях Chicago Sketch Fest, Chicago Just for Laughs, New York Sketchfest, Edinburgh Fringe Festival, Goodman Theater, Bailiwick Theater, Mercury Theater, а також з повністю жіночою імпровізаційною трупою Virgin Daiquiri.

## Фільмографія
| Рік       |    | Українська назва                            | Оригінальна назва                          | Роль                       |
| --------- | -- | ------------------------------------------- | ------------------------------------------ | -------------------------- |
| 2012      | кф |                                             | How to Sponsor a Uterus                    | Карен Ріґсбі               |
| 2012—2022 | с  | Суботнього вечора в прямому ефірі           | Saturday Night Live                        | сама себе, різні персонажі |
| 2013—2015 | мс | Круті                                       | The Awesomes                               | різні голоси               |
| 2015      | ф  | Бронза                                      | The Bronze                                 | Дженіс Таунсенд            |
| 2015      | ф  | Відстаючі учні                              | Slow Learners                              | Ембер, колишня             |
| 2015      | ф  | Набрида                                     | The Meddler                                | Джилліан                   |
| 2015      | ф  | Літо на Стейтен Айленді                     | Staten Island Summer                       | Мері Еллен                 |
| 2016      | ф  | Леді бос                                    | The Boss                                   | Дана Дендрідж              |
| 2016      | ф  | Мисливці на привидів                        | Ghostbusters                               | Дженніфер Лінч             |
| 2016      | с  | Енджі Трайбека                              | Angie Tribeca                              | Саманта Стівенс            |
| 2016      | с  | Роки небезпечного життя                     | Years of Living Dangerously                | сама себе                  |
| 2016      | с  | Netflix представляє: Персонажі              | Netflix Presents: The Characters           | сама себе                  |
| 2016      | с  | Супермаркет                                 | Superstore                                 | Міссі Джонс                |
| 2016      | с  | Майя і Марті                                | Maya & Marty                               | різні                      |
| 2016      | с  | Королеви крику                              | Scream Queens                              | Кетрін Гобарт              |
| 2017      | с  | Чоловік шукає жінку                         | Man Seeking Woman                          | репортерка CCN             |
| 2017      | с  | Детройтці                                   | Detroiters                                 | Роз Чанкс                  |
| 2017      | с  | Відмінні новини                             | Great News                                 | Джессіка                   |
| 2018      | ф  | Жіночий мозок                               | The Female Brain                           | Зої                        |
| 2018      | мс | Сімпсони                                    | The Simpsons                               | Меган Метісон              |
| 2018      | мс | Кіт природи                                 | Nature Cat                                 | Петунія                    |
| 2019      | с  | Королівські перегони РуПола: Усі зірки      | RuPaul's Drag Race All Stars               | сама себе, запрошена суддя |
| 2019      | с  | Вам пора на вихід. Скетч-шоу Тіма Робінсона | I Think You Should Leave with Tim Robinson | Бренда                     |
| 2020      | мс | Лофі                                        | Loafy                                      | Бекка                      |
| 2021      | с  | Цей клятий Майкл Че                         | That Damn Michael Che                      | жінка в ліфті              |
| 2021—2023 | с  | Шмиґадун!                                   | Schmigadoon!                               | Мелісса Ґімбл              |
| 2022      | кф |                                             | Sparring Partner                           | жінка                      |
| 2023      | мф | Лео                                         | Leo                                        | міс Малкін                 |
| 2024      | мф | Ґарфілд у кіно                              | The Garfield Movie                         | Ліз Вілсон                 |
| 2024      | с  | Події минулого тижня з Джоном Олівером      | Last Week Tonight with John Oliver         | Джинджер                   |